# Phoroncidia variabilis
Phoroncidia variabilis là một loài nhện trong họ Theridiidae.
Loài này thuộc chi Phoroncidia. Phoroncidia variabilis được Hercule Nicolet miêu tả năm 1849.